# Radiação infravermelha
| Infravermelho |  | Ciclos por segundo: 300 GHz a 400 THz Comprimento de onda: 700 nm a 1 mm |

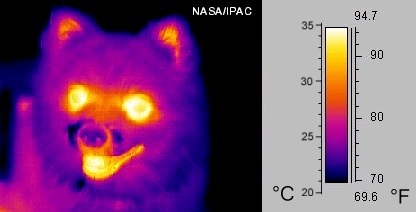
Cão visto com infravermelho.

A radiação infravermelha (IV) é uma radiação não ionizante na porção invisível do espectro eletromagnético que está adjacente aos comprimentos de ondas longos, ou final vermelho do espectro da luz visível. Ainda que em vertebrados não seja percebida na forma de luz, a radiação IV pode ser percebida como calor, por terminações nervosas especializadas da pele, conhecidas como termorreceptores. Esta radiação é muito utilizada nas trocas de informações entre computadores, celulares e outros eletrônicos, através do uso de um adaptador USB IrDA.

## Descoberta
A radiação infravermelha foi descoberta em 1800 por William Herschel, um astrônomo inglês de origem alemã. Herschel colocou um termômetro de mercúrio no espectro obtido por um prisma de cristal com o a finalidade de medir o calor emitido por cada cor. Descobriu que o calor era mais forte ao lado do vermelho do espectro, observando que ali não havia luz. Esta foi a primeira experiência que demonstrou que o calor pode ser captado em forma de imagem, como acontece com a luz visível.

## Efeitos biológicos
A radiação IV está dividida segundo seus efeitos biológicos, de forma arbitrária, em três categorias: radiação infravermelha curta (0,8-1,5 µm), média (1,5-5,6 µm) e longa (5,6-1 000 µm). Os primeiros trabalhos com os diferentes tipos de radiação IV, relatavam diferenças entre as formas de ação biológicas do infravermelho curto e médio/longo (Dover et al., 1989). Acreditava-se que a radiação curta penetrava igualmente na porção profunda da pele sem causar aumento marcante na temperatura da superfície do epitélio, enquanto que a maior parte da energia do infravermelho médio/longo era absorvida pela camada superior da pele e frequentemente causasse efeitos térmicos danosos, como queimaduras térmicas ou a sensação de queimação (relato de pacientes). Alguns anos mais tarde, contudo, uma nova visão do infravermelho médio/longo foi apresentada demonstrando que todas as faixas da radiação infravermelha possuem efeitos biológicos de regeneração celular.
Estudos in vitro com infravermelho curto, em células humanas endoteliais e queratinócitos demonstraram aumento na produção de TGF-β1 (fator de transformação- β1) após uma única irradiação (36-108J/cm2) e de forma tempo-dependente para o conteúdo de MMP-2 (matriz metaloproteínase-2), sendo este último tanto ao nível proteico quanto transcricional. Essas duas proteínas estão envolvidas na fase de remodelação do reparo de lesões. E esses efeitos foram considerados atérmicos em sua natureza, já que os modelos usados como controle térmico não apresentaram aumento na sua expressão proteica.
Experimentos com ratos diabéticos, demonstraram uma aceleração na taxa de fechamento da ferida com exposições diárias de infravermelho curto em relação aos grupos controle, apresentando um aumento de temperatura de aproximadamente 3,6 °C após 30 minutos de exposição.
A utilização de LEDs (Light Emitting Diode – diodos emissores de luz) de infravermelho curto demonstrou reversão dos efeitos do TTX (tetrodotoxina), um bloqueador dos canais dependentes de sódio, e portanto, um bloqueador de impulso nervoso; assim como a redução nos danos causados à retina por exposição ao metanol em camundongos
Já experimentos com o IV longo demonstraram inibição do crescimento tumoral em camundongos e melhoria no tratamento de escaras em situações clínicas. Também foi demonstrado aumento do processo regenerativo em camundongos sem que houvesse aumento da circulação sanguínea durante os períodos de irradiação ou aumento na temperatura do epitélio. Outros dados demonstram um aumento das infiltrações de fibroblastos no tecido subcutâneo, em camundongos tratados com o infravermelho longo, em relação aos animais controle e uma maior regeneração de colágeno na região lesada, assim como na expressão de TGF- β1. Da mesma forma, a radiação IV foi capaz de provocar aumento na angiogênese no local das lesões e aumento na força tênsil do epitélio em regeneração.
Lasers de baixa potência, (comprimento de onda variando de 630-890 nm) como os de hélio-néon e argônio demonstraram, in vivo, a ativação de uma ampla gama de processos de cura de feridas, tais como a síntese de colágeno, proliferação celular e motilidade de queratinócitos.
Ainda que haja diferenças entre as fontes de radiação IV; (lasers, raio coerente de comprimento de onda específico e lâmpadas, raios aleatórios de luz não polarizada), seus efeitos bioestimulatórios são os mesmos em se tratando do infravermelho curto. Contrariando a ideia inicial de que o IV longo possuísse efeitos deletérios, atualmente acredita-se que sua forma de ação bioestimulatória seja semelhante as dos lasers de baixa potência e a radiação IV curta.
Experimentos utilizando LED de IV, os quais trabalham com geração praticamente zero de calor, levam a acreditar que além do efeito regenerativo provocado pelo calor existe ainda um efeito bioestimulatório regenerativo decorrente de um processo não-térmico. Contudo, esse processo ainda não é bem compreendido.
A premissa básica é que as radiações eletromagnéticas de comprimentos de onda longos estimulam o metabolismo energético das células, assim como a produção de energia. Dessas moléculas fotoaceptoras, acredita-se que os cromóforos mitocondriais sejam responsáveis pela absorção de 50% do infravermelho curto, através do citocromo c oxidase.